# Osias Abrass
Osias Abrass (auch Joshua Abrass, genannt Pitzi, Pitzele, Pitsche, Pitshe oder Pitze Abress; * um 1820 in Berdytschiw; † nach 1884 in Odessa, 1896) war Chasan und Komponist. Er war Oberkantor der israelitischen Kultusgemeinde in Odessa.

## Leben
Osias Abrass wurde als Wunderkind angesehen und studierte bei Bezalel Schulsinger in Odessa, in dessen Chor er als Sopransolist Aufmerksamkeit erregte. Seit dieser Zeit wird er auch Pitzele, der Kleine, genannt. Er studierte auch bei Solomon Sulzer in Wien. Von 1840 bis 1842 Kantor in Tarnopol, von 1842 bis 1858 in Lemberg und von 1858 bis 1884 Oberkantor an der Or-Sameach-Synagoge. Sein Gesang und seine Beiträge zur synagogalen Chormusik setzten neue Standards im osteuropäischen liturgischen Gesang. Seine Virtuosität wurde mit der der Sopranistin Adelina Patti verglichen. Beispiele dieser Virtuosität und seiner Ornamentierung sind die Nummern 27 und 32 in Simrat-Jah. Seine Tochter war eine Sängerin. Einer seiner Schüler war Isaak Lachmann.

## Werke
Osias Abrass komponierte Hymnen und gottesdienstliche Gesänge für den Sabbat und jüdische Feste.
- Simrat-Jah [Mein Lobgesang ist Gott], Gottesdienstliehe Gesaenge der Israeliten für Kantor und Chor. publiziert bei Zamarsky in  Wien, 1873[4] und in  Odessa, 1874.[6] Es enthält 39 Gesänge.[6]

Seine Kompositionen werden als weiterer Versuch gewertet, den traditionellen Meshorerimstil mit der westliche Chormusik zu verbinden.
Im Film Salomon und die Königin von Saba wird die Komposition El malei rachamim [Gott voll Barmherzigkeit] von den Hohepriestern während eines Morgengebets intoniert.